# Billy Billy
Pour les articles homonymes, voir Serge et Billy.
Billy Billy, de son nom vrai nom Yao Billy Serge, né le 30 avril 1980, est un rappeur originaire de l'ouest de la Côte d'Ivoire, précisément de Gagnoa. Il est célèbre à travers l'Afrique occidentale, où il use de son rap comme d'une arme pour éveiller les consciences africaines. C'est à travers un langage assez familier et clair qu'il dénonce les tares de la société africaine, mais plus exactement celles de la Côte d'Ivoire. En 2013, il sort La lettre au Président dans laquelle il encense, mais aussi critique les abus du pouvoir en place. Il s'attire ainsi les foudres des partisans du régime et échappe par la suite à une tentative d'enlèvement, d'où son exil en France en 2014, sans toutefois arrêter de critiquer et de dénoncer les abus des gouvernements africains.
Il est à ce jour l'un des pionniers du hip-hop ivoirien.

## Biographie
En 2002, après avoir été vainqueur du concours musical Nescafé african revelation, il sort son premier opus avec la formation Nasty Mafia composée de deux autres de ses amis, un album enregistré sous le nom de Nescafe african revelations qui ne connaîtra pas un grand succès. C'est alors qu'il se tourne vers la maison de production Coast to Coast pour sortir l'album Nouvelles du pays qui fait un carton et propulse ainsi Billy Billy parmi les meilleurs rappeurs Ivoiriens. Son titre Allons à Wassakara séduit entièrement le public, car relatant le quotidien de bon nombre de foyers ivoiriens.

## Discographie
- 2001 : Nescafé African revelation
- 2007 : Nouvelles du Pays
- 2009 : Réunion 2 Famille
- 2020 : patriote